# 双带巧言虫
双带巧言虫（学名：Eulalia bilineata）为叶须虫科巧言虫属的动物。分布于从大西洋到地中海、太平洋温哥华、日本海，包括黄海等海域，常见于岩相带、砂滩潮间带至2350米的深海、主要栖息于潮间带和潮下带浅海区以及常栖于砂滩其它多毛类空管中。其生存的海拔下限为-2350米。